# Victor Apfelbeck
Victor Apfelbeck (ou Viktor avec un k) né le 19 avril 1859 à Eisenerz et décédé le 1er mai 1934 à Sarajevo, est un entomologiste de Bosnie-Herzégovine. Il a été conservateur au Muséum de Bosnie et d'Herzégovine (Zemaljski Muzej Bosne i Hergegovine), à Sarajevo.
Une partie de sa riche collection d'insectes est déposée au Muséum d'histoire naturelle de Vienne (Naturhistorisches Museum Wien) et une collection d'insectes de la péninsule balkanique d'environ 500.000 specimens est conservée au muséum de Sarajevo.
Spécialisé dans les Coléoptères, il a découvert plusieurs espèces d'insectes troglobies.
Il publie en 1900 Zur Kenntnis der palaearctischen Curculioniden: synonymische und zoogeographische Beiträge nebst Beschreibungen neuer Arten von der Balkan-Halbinsel. 